# Prague Black Panthers
I Prague Black Panthers sono una squadra di football americano, di Praga, in Repubblica Ceca; fondati nel 1991 come Prague Lions, presto si divisero in Prague Panthers e Prague Cocks. Nel 1992 le due squadre si riunificarono sotto il nome Prague Panthers. Nel 2012 I Panthers si fusero con i Prague Black Hawks (squadra nata nel 2010 per scissione dai nuovi Prague Lions) e assunsero il nome di Prague Black Panthers. Considerando le diverse entità che hanno contribuito a formare la squadra hanno vinto 20 titoli nazionali cechi (18 dei quali come Panthers o Black Panthers). A livello europeo hanno vinto 1 EFAF Cup. Le Prague Black Cats, formazione femminile, hanno vinto la coppa femminile nel 2015 e il campionato femminile nel 2021.

## Dettaglio stagioni

### Tornei nazionali

#### Campionato

##### Divize I/ČLAF
| Stagione | regular season | regular season | regular season | regular season | regular season | regular season | playoff | playoff | playoff | playoff | playoff | playoff   | playoff          |
|          | Vin            | Par            | Per            | Tot            | PF             | PS             | Vin     | Per     | Tot     | PF      | PS      | risultato | avversaria       |
| -------- | -------------- | -------------- | -------------- | -------------- | -------------- | -------------- | ------- | ------- | ------- | ------- | ------- | --------- | ---------------- |
| 2015     | 7              | 0              | 1              | 8              | 202            | 133            | 2       | 0       | 2       | 93      | 19      | Campioni  | Příbram Bobcats  |
| 2016     | 6              | 0              | 4              | 10             | 235            | 193            | 1       | 0       | 1       | 10      | 9       | Campioni  | Prague Lions     |
| 2017     | 9              | 1              | 0              | 10             | 407            | 97             | 2       | 0       | 2       | 68      | 19      | Campioni  | Ostrava Steelers |
| 2018     | 10             | 0              | 0              | 10             | 456            | 54             | 2       | 0       | 2       | 93      | 7       | Campioni  | Ostrava Steelers |
| Totale   | 32             | 1              | 5              | 38             | 1300           | 477            | 7       | 0       | 7       | 264     | 54      |           |                  |

Fonti: Enciclopedia del Football - A cura di Massimo Mezzetti

##### AFL
| Stagione | regular season | regular season | regular season | regular season | regular season | regular season | playoff | playoff | playoff | playoff | playoff | playoff     | playoff        |
|          | Vin            | Par            | Per            | Tot            | PF             | PS             | Vin     | Per     | Tot     | PF      | PS      | risultato   | avversaria     |
| -------- | -------------- | -------------- | -------------- | -------------- | -------------- | -------------- | ------- | ------- | ------- | ------- | ------- | ----------- | -------------- |
| 2010     | 3              | 0              | 3              | 6              | 253            | 183            | -       | -       | -       | -       | -       | -           | -              |
| 2011     | 2              | 0              | 4              | 6              | 160            | 172            | -       | -       | -       | -       | -       | -           | -              |
| 2012     | 3              | 0              | 7              | 10             | 274            | 388            | -       | -       | -       | -       | -       | -           | -              |
| 2013     | 2              | 0              | 8              | 10             | 159            | 349            | -       | -       | -       | -       | -       | -           | -              |
| 2014     | 3              | 0              | 5              | 8              | 271            | 271            | 0       | 1       | 1       | 27      | 41      | Semifinale  | Vienna Vikings |
| 2015     | 4              | 0              | 4              | 8              | 261            | 264            | 0       | 1       | 1       | 46      | 48      | Semifinale  | Tirol Raiders  |
| 2016     | 2              | 0              | 8              | 10             | 225            | 352            | -       | -       | -       | -       | -       | -           | -              |
| 2019     | 6              | 0              | 4              | 10             | 315            | 194            | 1       | 1       | 2       | 56      | 51      | Semifinale  | Vienna Vikings |
| 2021     | 3              | 0              | 5              | 8              | 121            | 201            | -       | -       | -       | -       | -       | -           | -              |
| 2022     | 8              | 0              | 2              | 10             | 254            | 163            | 1       | 1       | 2       | 84      | 71      | Terzo posto | Telfs Patriots |
| 2023     | 10             | 0              | 0              | 10             | 383            | 169            | 0       | 1       | 1       | 17      | 27      | Semifinale  | Vienna Vikings |
| Totale   | 46             | 0              | 50             | 96             | 2676           | 2706           | 2       | 5       | 7       | 228     | 238     |             |                |

Fonti: Enciclopedia del Football - A cura di Massimo Mezzetti

##### Football americano femminile
| Stagione | regular season | regular season | regular season | regular season | regular season | regular season | playoff | playoff | playoff | playoff | playoff | playoff     | playoff        |
|          | Vin            | Par            | Per            | Tot            | PF             | PS             | Vin     | Per     | Tot     | PF      | PS      | risultato   | avversaria     |
| -------- | -------------- | -------------- | -------------- | -------------- | -------------- | -------------- | ------- | ------- | ------- | ------- | ------- | ----------- | -------------- |
| 2015     | 3              | 0              | 1              | 4              | 122            | 48             | 1       | 0       | 1       | 24      | 14      | Campionesse | Brno Amazons   |
| 2016     | 4              | 0              | 0              | 4              | 112            | 55             | 0       | 1       | 1       | 12      | 26      | Rose Bowl   | Brno Amazons   |
| 2017     | 2              | 0              | 2              | 4              | 125            | 65             | 0       | 1       | 1       | 24      | 26      | Rose Bowl   | Brno Amazons   |
| 2018     | 2              | 0              | 2              | 4              | 118            | 102            | 0       | 1       | 1       | 6       | 32      | Rose Bowl   | Brno Amazons   |
| 2019     | 2              | 0              | 4              | 6              | 170            | 226            | -       | -       | -       | -       | -       | -           | -              |
| 2020     | 2              | 0              | 1              | 3              | 121            | 74             | -       | -       | -       | -       | -       | -           | -              |
| 2021     | 5              | 0              | 1              | 6              | 245            | 94             | 1       | 0       | 1       | 14      | 12      | Campionesse | Prague Harpies |
| Totale   | 20             | 0              | 11             | 31             | 1013           | 664            | 2       | 3       | 5       | 80      | 110     |             |                |

Fonti: Enciclopedia del Football - A cura di Massimo Mezzetti

##### Č2LAF
| Stagione | regular season | regular season | regular season | regular season | regular season | regular season | playoff | playoff | playoff | playoff | playoff | playoff     | playoff         |
|          | Vin            | Par            | Per            | Tot            | PF             | PS             | Vin     | Per     | Tot     | PF      | PS      | risultato   | avversaria      |
| -------- | -------------- | -------------- | -------------- | -------------- | -------------- | -------------- | ------- | ------- | ------- | ------- | ------- | ----------- | --------------- |
| 2019     | 7              | 0              | 1              | 8              | 223            | 70             | 0       | 1       | 1       | 0       | 35      | Silver Bowl | Přerov Mammoths |
| Totale   | 7              | 0              | 1              | 8              | 223            | 70             | 0       | 1       | 1       | 0       | 35      |             |                 |

Fonti: Enciclopedia del Football - A cura di Massimo Mezzetti

##### Č3LAF
| Stagione | regular season | regular season | regular season | regular season | regular season | regular season | playoff | playoff | playoff | playoff | playoff | playoff   | playoff       |
|          | Vin            | Par            | Per            | Tot            | PF             | PS             | Vin     | Per     | Tot     | PF      | PS      | risultato | avversaria    |
| -------- | -------------- | -------------- | -------------- | -------------- | -------------- | -------------- | ------- | ------- | ------- | ------- | ------- | --------- | ------------- |
| 2018     | 5              | 0              | 1              | 6              | 138            | 47             | 2       | 0       | 2       | 66      | 10      | Campioni  | Třinec Sharks |
| Totale   | 5              | 0              | 1              | 6              | 138            | 47             | 2       | 0       | 2       | 66      | 10      |           |               |

Fonti: Enciclopedia del Football - A cura di Massimo Mezzetti

##### Č4LAF
| Stagione | regular season | regular season | regular season | regular season | regular season | regular season | playoff | playoff | playoff | playoff | playoff | playoff   | playoff    |
|          | Vin            | Par            | Per            | Tot            | PF             | PS             | Vin     | Per     | Tot     | PF      | PS      | risultato | avversaria |
| -------- | -------------- | -------------- | -------------- | -------------- | -------------- | -------------- | ------- | ------- | ------- | ------- | ------- | --------- | ---------- |
| 2017     | 4              | 0              | 0              | 4              | 145            | 6              | -       | -       | -       | -       | -       | [ 4 ]     | -          |
| Totale   | 4              | 0              | 0              | 4              | 145            | 6              | -       | -       | -       | -       | -       |           |            |

Fonti: Enciclopedia del Football - A cura di Massimo Mezzetti

### Tornei internazionali

#### European Football League (1986-2013)
| Stagione | regular season | regular season | regular season | regular season | regular season | regular season | playoff | playoff | playoff | playoff | playoff | playoff          | playoff       |
|          | Vin            | Par            | Per            | Tot            | PF             | PS             | Vin     | Per     | Tot     | PF      | PS      | risultato        | avversaria    |
| -------- | -------------- | -------------- | -------------- | -------------- | -------------- | -------------- | ------- | ------- | ------- | ------- | ------- | ---------------- | ------------- |
| 2010     | 0              | 0              | 1              | 1              | 30             | 40             | -       | -       | -       | -       | -       | -                | -             |
| 2011     | 0              | 0              | 1              | 1              | 16             | 33             | -       | -       | -       | -       | -       | -                | -             |
| 2012     | 1              | 0              | 0              | 1              | 41             | 34             | 0       | 1       | 1       | 14      | 56      | Quarti di finale | Tirol Raiders |
| 2013     | 0              | 0              | 1              | 1              | 21             | 27             | -       | -       | -       | -       | -       | -                | -             |
| Totale   | 1              | 0              | 3              | 4              | 108            | 134            | 0       | 1       | 1       | 14      | 56      |                  |               |

Fonti: Enciclopedia del Football - A cura di Massimo Mezzetti

#### European Football League (dal 2014)
| Stagione | regular season | regular season | regular season | regular season | regular season | regular season | playoff | playoff | playoff | playoff | playoff | playoff   | playoff    |
|          | Vin            | Par            | Per            | Tot            | PF             | PS             | Vin     | Per     | Tot     | PF      | PS      | risultato | avversaria |
| -------- | -------------- | -------------- | -------------- | -------------- | -------------- | -------------- | ------- | ------- | ------- | ------- | ------- | --------- | ---------- |
| 2017     | 1              | 0              | 1              | 2              | 69             | 58             | -       | -       | -       | -       | -       | -         | -          |
| Totale   | 1              | 0              | 1              | 2              | 69             | 58             | -       | -       | -       | -       | -       |           |            |

Fonti: Enciclopedia del Football - A cura di Massimo Mezzetti

#### CEFL
| Stagione | regular season | regular season | regular season | regular season | regular season | regular season | playoff | playoff | playoff | playoff | playoff | playoff   | playoff    |
|          | Vin            | Par            | Per            | Tot            | PF             | PS             | Vin     | Per     | Tot     | PF      | PS      | risultato | avversaria |
| -------- | -------------- | -------------- | -------------- | -------------- | -------------- | -------------- | ------- | ------- | ------- | ------- | ------- | --------- | ---------- |
| 2018     | 0              | 0              | 2              | 2              | 43             | 83             | -       | -       | -       | -       | -       | -         | -          |
| Totale   | 0              | 0              | 2              | 2              | 43             | 83             | -       | -       | -       | -       | -       |           |            |

Fonti: Enciclopedia del Football - A cura di Massimo Mezzetti

### Riepilogo fasi finali disputate
| Anno             | Luogo        | Evento   | Fase del torneo      | Incontro                                 | Risultato |
| 26 maggio 2012   | Wattens      | EFL      | Quarti di finale     | Tirol Raiders - Prague Panthers          | 56 - 14   |
| 13 luglio 2014   |              | AFL      | Semifinale           | Vienna Vikings - Prague Black Panthers   | 41 - 27   |
| 4 luglio 2015    | Innsbruck    | AFL      | Semifinale           | Tirol Raiders - Prague Black Panthers    | 48 - 46   |
| 20 luglio 2015   | Praga        | ČLAF - I | Czech Bowl           | Prague Black Panthers - Příbram Bobcats  | 52 - 13   |
| 7 novembre 2015  | Praga        | ŽPAF     | Rose Bowl            | Prague Black Cats - Brno Amazons         | 24 - 14   |
| 30 ottobre 2016  | Čelákovice   | ŽLAF     | Rose Bowl            | Prague Black Cats - Brno Amazons         | 12 - 26   |
| 24 luglio 2017   | Žižkov       | ČLAF     | Czech Bowl           | Prague Black Panthers - Ostrava Steelers | 28 - 0    |
| 11 novembre 2017 | Brno         | ŽLAF     | Rose Bowl            | Brno Amazons - Prague Black Cats         | 26 - 24   |
| 14 luglio 2018   | Vitkovice    | ČLAF     | Czech Bowl           | Prague Black Panthers - Ostrava Steelers | 30 - 7    |
| 15 luglio 2018   | Praga        | Č3LAF    | Bronze Bowl          | Prague Black Panthers 2 - Třinec Sharks  | 14 - 3    |
| 4 novembre 2018  | Brno         | PŽLAF    | Rose Bowl            | Brno Amazons - Prague Black Cats         | 32 - 6    |
| 13 luglio 2019   | Přerov       | Č2LAF    | Silver Bowl          | Přerov Mammoths - Prague Black Panthers  | 35 - 0    |
| 14 luglio 2019   | Vienna       | AFL      | Semifinale           | Vienna Vikings - Prague Black Panthers   | 28 - 21   |
| 7 novembre 2021  | Radotin      | ŽLAF     | Rose Bowl            | Prague Harpies - Prague Black Cats       | 12 - 14   |
| 30 luglio 2022   | Sankt Pölten | AFL      | Finale 3º - 4º posto | Prague Black Panthers - Telfs Patriots   | 40 - 21   |
| 15 luglio 2023   | Praga        | AFL      | Semifinale           | Prague Black Panthers - Vienna Vikings   | 17 - 27   |

## Palmarès
- 1 EFAF Cup (2009)
- 18 Czech Bowl (12 come Prague Panthersː 1994-1996, 1999-2003, 2007-2010; 6 come Prague Black Panthersː 2013-2018)
- 2 Rose Bowl (Ženský pohár 2015, 2021)
- 1 Bronze Bowl (2018[3])
- 2 Junior Bowl (2006, 2011)
- 1 Juniorský pohár (2014)
- 6 Campionati cechi di flag football (2011-2014, 2016, 2017)